# منتخب أستراليا لكرة السلة على الكراسي المتحركة للرجال
منتخب أستراليا لكرة السلة على الكراسي المتحركة للرجال (بالإنجليزية: Australia men's national wheelchair basketball team) هو ممثل أستراليا الرسمي في المنافسات الدولية في كرة السلة على الكراسي المتحركة
.